# Subergorgia
A Subergorgia a virágállatok (Anthozoa) osztályának a szarukorallok (Alcyonacea) rendjébe, ezen belül a Scleraxonia alrendjébe és a Subergorgiidae családjába tartozó nem.
Családjának a típusneme.

## Rendszerezés
A nembe az alábbi 10 faj tartozik:
- Subergorgia compressa Gray, 1857
- Subergorgia koellikeri Wright & Studer, 1889
- Subergorgia mexicana (Koch, 1878)
- Subergorgia muriceoides Stiasny, 1937
- Subergorgia nuttingi Stiasny, 1937
- Subergorgia patula (Ellis & Solander, 1786)
- Subergorgia rubra (Thomson, 1905)
- Subergorgia suberosa (Pallas, 1766)
- Subergorgia thomsoni (Nutting, 1911)
- Subergorgia verriculata (Esper, 1791)